# Cuba ai Giochi della XXXII Olimpiade
Cuba ha partecipato ai Giochi della XXXII Olimpiade, che si sono svolti a Tokyo, Giappone, dal 23 luglio all'8 agosto 2021 (inizialmente previsti dal 24 luglio al 9 agosto 2020 ma posticipati per la pandemia di COVID-19) con una delegazione di 70 atleti impegnati in 16 discipline.

## Medaglie
| Riepilogo quotidiano | Riepilogo quotidiano | Riepilogo quotidiano | Riepilogo quotidiano | Riepilogo quotidiano | Riepilogo quotidiano |
| -------------------- | -------------------- | -------------------- | -------------------- | -------------------- | -------------------- |
| Giorno               | Data                 | Oro                  | Argento              | Bronzo               | Totale               |
| 4º                   | 27                   | 0                    | 0                    | 1                    | 1                    |
| 7º                   | 30                   | 0                    | 1                    | 0                    | 1                    |
| 10º                  | 2                    | 2                    | 2                    | 3                    | 7                    |
| 11º                  | 3                    | 2                    | 0                    | 0                    | 2                    |
| 12º                  | 4                    | 1                    | 0                    | 0                    | 1                    |
| 15º                  | 6                    | 1                    | 0                    | 0                    | 1                    |
| 16º                  | 7                    | 0                    | 0                    | 1                    | 1                    |
| 17º                  | 8                    | 1                    | 0                    | 0                    | 1                    |
| Totale               | Totale               | 7                    | 3                    | 5                    | 15                   |

### Medagliere per disciplina
| Sport            | Oro | Argento | Bronzo | Totale |
| ---------------- | --- | ------- | ------ | ------ |
| Atletica leggera | 0   | 1       | 2      | 3      |
| Canoa/kayak      | 1   | 0       | 0      | 1      |
| Judo             | 0   | 1       | 0      | 1      |
| Pugilato         | 4   | 0       | 1      | 5      |
| Tiro             | 0   | 1       | 0      | 1      |
| Taekwondo        | 0   | 0       | 1      | 1      |
| Lotta            | 2   | 0       | 1      | 3      |
| Totale           | 7   | 3       | 5      | 15     |

### Medaglie d'oro
| Medaglia | Nome                          | Sport              | Evento                 |
| -------- | ----------------------------- | ------------------ | ---------------------- |
| Oro      | Fernando Jorge Serguey Torres | Canoa/kayak        | C2 1000 metri maschile |
| Oro      | Andy Cruz                     | Pugilato           | Pesi leggeri maschile  |
| Oro      | Roniel Iglesias               | Pugilato           | Pesi welter maschile   |
| Oro      | Arlen López                   | Pugilato           | Pesi mediomassimi      |
| Oro      | Julio César la Cruz           | Pugilato           | Pesi massimi           |
| Oro      | Luis Orta                     | Lotta greco-romana | 60 kg                  |
| Oro      | Mijaín López                  | Lotta greco-romana | 130 kg                 |

### Medaglie di argento
| Medaglia | Nome               | Sport            | Evento                               |
| -------- | ------------------ | ---------------- | ------------------------------------ |
| Argento  | Juan M. Echevarría | Atletica leggera | Salto in lungo maschile              |
| Argento  | Idalys Ortiz       | Judo             | +78 kg femminile                     |
| Argento  | Leuris Pupo        | Tiro             | Pistola 25 metri automatica maschile |

### Medaglie di bronzo
| Medaglia | Nome           | Sport            | Evento                     |
| -------- | -------------- | ---------------- | -------------------------- |
| Bronzo   | Yaimé Pérez    | Atletica leggera | Lancio del disco femminile |
| Bronzo   | Maykel Massó   | Atletica leggera | Salto in lungo maschile    |
| Bronzo   | Reineris Salas | Lotta libera     | 97 kg maschile             |
| Bronzo   | Lázaro Álvarez | Pugilato         | Pesi piuma maschile        |

## Delegazione
La delegazione cubana all'olimpiade di Tokyo 2020 era composta da 70 atleti, 36 maschi e 34 femmine, ed è stata la delegazione cubana più piccola e la prima con meno di 100 atleti dall'edizione di Tokyo 1964.
| Sport              | Uomini | Donne | Totale |
| ------------------ | ------ | ----- | ------ |
| Atletica leggera   | 7      | 13    | 20     |
| Canoa/kayak        | 2      | 2     | 4      |
| Canottaggio        | 0      | 1     | 1      |
| Ciclismo           | 0      | 1     | 1      |
| Ginnastica         | 0      | 1     | 1      |
| Judo               | 3      | 3     | 6      |
| Lotta              | 9      | 3     | 12     |
| Nuoto              | 1      | 1     | 2      |
| Pallavolo          | 0      | 2     | 2      |
| Pentathlon moderno | 1      | 1     | 2      |
| Pugilato           | 7      | 0     | 7      |
| Sollevamento pesi  | 1      | 3     | 4      |
| Taekwondo          | 1      | 0     | 1      |
| Tennistavolo       | 1      | 1     | 2      |
| Tiro               | 3      | 2     | 5      |
| Total              | 36     | 34    | 70     |